# Championnat d'Éthiopie de football 2008-2009
Navigation
Saison précédente Saison suivante
La saison 2008-2009 du Championnat d'Éthiopie de football est la soixante-troisième édition de la première division en Éthiopie, la National League. Elle regroupe, sous forme d'une poule unique, seize équipes du pays qui se rencontrent deux fois au cours de la compétition, à domicile et à l'extérieur. À l'issue de la saison, afin de permettre le passage du championnat de 16 à 18 équipes, le dernier du classement est relégué et remplacé par les trois meilleurs de deuxième division. 
C'est le club de Saint-George SC, tenant du titre, qui remporte à nouveau le championnat cette saison, après avoir terminé en tête du classement final, avec huit points d'avance sur un duo composé d'Ethiopian Coffee et de Defence Force SC. Il s'agit du 23e titre de champion d'Éthiopie de l'histoire du club.

## Les clubs participants
| - EEPCO - Metehara Sugar FC - Ethiopian Coffee - Awassa City FC - Nyala SC - Adama City - Defence Force SC - Ethiopian Insurance FC | - Southern Police FC - Dire Dawa City FC - Promu de D2 - Sebeta City FC - Promu de D2 - Harrar Beer Botling FC - Banks Sports Club - Saint-George SC - Muger Cement FC - Trans Ethiopia FC |

## Compétition
Le barème de points servant à établir les classements se décompose ainsi :
- victoire : 3 points ;
- match nul : 1 point ;
- défaite : 0 point.

### Classement
| Rang | Équipe                 | Pts | J  | G  | N  | P  | Bp | Bc | Diff |
| ---- | ---------------------- | --- | -- | -- | -- | -- | -- | -- | ---- |
| 1    | Saint-George SCT       | 57  | 30 | 15 | 12 | 3  | 45 | 23 | +22  |
| 2    | Ethiopian Coffee       | 49  | 30 | 14 | 7  | 9  | 50 | 35 | +15  |
| 3    | Defence Force SC       | 49  | 30 | 13 | 10 | 7  | 44 | 33 | +11  |
| 4    | Banks SC               | 45  | 30 | 11 | 12 | 7  | 46 | 38 | +8   |
| 5    | Awassa City FC         | 44  | 30 | 11 | 11 | 8  | 35 | 31 | +4   |
| 6    | Harar Beer Botling FC  | 43  | 30 | 11 | 10 | 9  | 28 | 23 | +5   |
| 7    | Muger Cement FC        | 42  | 30 | 10 | 12 | 8  | 33 | 30 | +3   |
| 8    | Southern Police FC     | 38  | 30 | 9  | 11 | 10 | 38 | 31 | +7   |
| 9    | Ethiopian Insurance FC | 38  | 30 | 8  | 14 | 8  | 27 | 24 | +3   |
| 10   | Adama City             | 36  | 30 | 6  | 18 | 6  | 23 | 22 | +1   |
| 11   | Dire Dawa City FCP     | 36  | 30 | 10 | 6  | 14 | 30 | 35 | -5   |
| 12   | Sebeta City FCP        | 35  | 30 | 7  | 14 | 9  | 18 | 27 | -9   |
| 13   | EEPCO                  | 34  | 30 | 7  | 13 | 10 | 36 | 34 | +2   |
| 14   | Metehara Sugar FC      | 33  | 30 | 7  | 12 | 11 | 22 | 32 | -10  |
| 15   | Trans Ethiopia FC      | 30  | 30 | 7  | 9  | 14 | 23 | 51 | -28  |
| 16   | Nyala SC               | 22  | 30 | 5  | 7  | 18 | 17 | 46 | -29  |

|  | Qualification pour la Ligue des champions de la CAF 2010 et la Coupe Kagame inter-club 2010 |
|  | Qualification pour la Coupe de la confédération 2010                                        |
|  | Relégation directe en deuxième division                                                     |
|  | T : Tenant du titre P : Promu de deuxième division                                          |

## Bilan de la saison
| Championnat d'Éthiopie de football 2008-2009 |                             |
| Champion                                     | Saint-George SC (23e titre) |
| Coupes et trophées                           |                             |
| Vainqueur de la Coupe d'Éthiopie 2008-2009   | Non disputée                |
| Qualifications continentales                 |                             |
| Ligue des champions de la CAF 2010           | Saint-George SC             |
| Coupe de la confédération 2010               | Banks Sports Club           |
| Coupe Kagame inter-club 2010                 | Saint-George SC             |
| Promotions et relégations                    |                             |
| Promus en National League                    | Dedebit FC                  |
| Promus en National League                    | Sidama Bunna FC             |
| Promus en National League                    | Meta Abo Brewery FC         |
| Relégués en Second League                    | Nyala SC                    |